# Arctia fulva
Arctia fulva là một loài bướm đêm thuộc phân họ Arctiinae, họ Erebidae.